# Dreiband-Weltmeisterschaft 1968

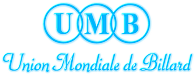
Logo UMB (ausrichtender Verband)

Veranstaltungsort: Düren

Die Dreiband-Weltmeisterschaft 1968 war das 23. Turnier in dieser Disziplin des Karambolagebillards und fand vom 24. bis 28. April 1968 in Düren statt. Es war die Weltmeisterschaft für die Spielsaison 1967/68. In Düren fand zum dritten Mal eine Dreiband-WM in Deutschland statt.

## Geschichte
Raymond Ceulemans sicherte sich den sechsten WM-Titel im Dreiband in Folge. Es war eine Weltmeisterschaft ohne neue Rekorde. Ceulemans gewann alle seine Partien souverän. Die Dürener Stadthalle war ein würdiger Turnierort und gut besucht. Die beiden letzten Tage waren restlos ausverkauft.

## Modus
Gespielt wurde in zwei Vorrundengruppen „Jeder gegen Jeden“ auf 60 Punkte. Die Gruppen bestanden aus je 5 Spielern. Die beiden Gruppenletzten schieden aus, spielten aber noch den Platz neun aus.

## Vorrunde

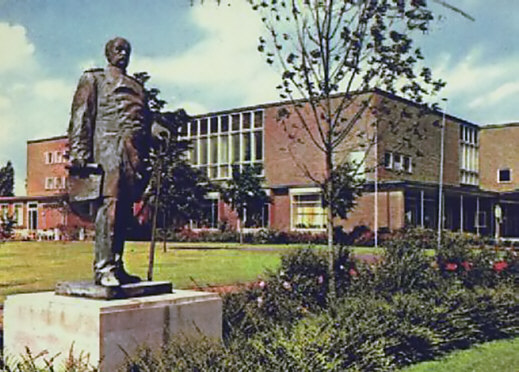
Stadthalle Düren (Das Gebäude hinter dem Denkmal)

| Abschlusstabelle Gruppe A  | Abschlusstabelle Gruppe A | Abschlusstabelle Gruppe A | Abschlusstabelle Gruppe A | Abschlusstabelle Gruppe A | Abschlusstabelle Gruppe A | Abschlusstabelle Gruppe A | Abschlusstabelle Gruppe A |
| Platz                      | Name                      | MP                        | Pkte.                     | Aufn.                     | GD                        | BED                       | HS                        |
| -------------------------- | ------------------------- | ------------------------- | ------------------------- | ------------------------- | ------------------------- | ------------------------- | ------------------------- |
| 1                          | Raymond Ceulemans         | 8:0                       | 240                       | 203                       | 1,182                     | 1,538                     | 9                         |
| 2                          | Kōya Ogata                | 6:2                       | 196                       | 237                       | 0,827                     | 0,967                     | 7                         |
| 3                          | Cees van Oosterhout       | 4:4                       | 202                       | 270                       | 0,748                     | 0,800                     | 6                         |
| 4                          | Ernst Rudolph             | 2:6                       | 197                       | 258                       | 0,763                     | 0,869                     | 6                         |
| 5                          | Allen Gilbert             | 0:8                       | 208                       | 280                       | 0,742                     | –                         | 7                         |
| Gruppendurchschnitt: 0,835 |                           |                           |                           |                           |                           |                           |                           |

| Abschlusstabelle Gruppe B  | Abschlusstabelle Gruppe B | Abschlusstabelle Gruppe B | Abschlusstabelle Gruppe B | Abschlusstabelle Gruppe B | Abschlusstabelle Gruppe B | Abschlusstabelle Gruppe B | Abschlusstabelle Gruppe B |
| Platz                      | Name                      | MP                        | Pkte.                     | Aufn.                     | GD                        | BED                       | HS                        |
| -------------------------- | ------------------------- | ------------------------- | ------------------------- | ------------------------- | ------------------------- | ------------------------- | ------------------------- |
| 1                          | Laurent Boulanger         | 6:2                       | 230                       | 207                       | 1,111                     | 1,250                     | 7                         |
| 2                          | Johann Scherz             | 6:2                       | 230                       | 216                       | 1,064                     | 1,276                     | 8                         |
| 3                          | Marcelo H. Lopez          | 4:4                       | 222                       | 226                       | 0,982                     | 1,034                     | 8                         |
| 4                          | Roger Hanoun              | 2:6                       | 205                       | 242                       | 0,847                     | 1,132                     | 8                         |
| 5                          | Gert Tiedtke              | 2:6                       | 156                       | 245                       | 0,636                     | 0,722                     | 5                         |
| Gruppendurchschnitt: 0,918 |                           |                           |                           |                           |                           |                           |                           |

## Finalrunde
| MP    | Match Points (Sieger = 2; Unentschieden = 1; Verlierer = 0) |
| Pkte. | Erzielte Karambolagen                                       |
| Aufn. | Benötigte Versuche                                          |
| GD    | Generaldurchschnitt                                         |
| BED   | Bester Einzeldurchschnitt eines Spielers                    |
| HS    | Höchstserie                                                 |
|       | Bester GD des Turniers                                      |
|       | Bester ED des Turniers                                      |
|       | Beste HS des Turniers                                       |
|       | 1. Platz (Gold)                                             |
|       | 2. Platz (Silber)                                           |
|       | 3. Platz (Bronze)                                           |

| Abschlusstabelle           | Abschlusstabelle    | Abschlusstabelle | Abschlusstabelle | Abschlusstabelle | Abschlusstabelle | Abschlusstabelle | Abschlusstabelle |
| Platz                      | Name                | MP               | Pkte.            | Aufn.            | GD               | BED              | HS               |
| -------------------------- | ------------------- | ---------------- | ---------------- | ---------------- | ---------------- | ---------------- | ---------------- |
| 1                          | Raymond Ceulemans   | 16:0             | 480              | 391              | 1,227            | 1,538            | 10               |
| 2                          | Kōya Ogata          | 14:2             | 436              | 479              | 0,910            | 1,034            | 9                |
| 3                          | Johann Scherz       | 10:6             | 441              | 437              | 1,009            | 1,276            | 8                |
| 4                          | Laurent Boulanger   | 8:8              | 449              | 438              | 1,025            | 1,250            | 7                |
| 5                          | Marcelo H. Lopez    | 8:8              | 410              | 468              | 0,876            | 1,034            | 8                |
| 6                          | Ernst Rudolph       | 6:10             | 406              | 524              | 0,774            | 0,923            | 7                |
| 7                          | Cees van Oosterhout | 6:10             | 387              | 512              | 0,755            | 0,909            | 7                |
| 8                          | Roger Hanoun        | 2:14             | 376              | 486              | 0,773            | 1,132            | 8                |
| 9                          | Allen Gilbert       | 2:8              | 268              | 361              | 0,742            | 0,740            | 7                |
| 10                         | Gert Tiedtke        | 2:8              | 212              | 326              | 0,650            | 0,722            | 5                |
| Turnierdurchschnitt: 0,874 |                     |                  |                  |                  |                  |                  |                  |